# Bright Memory
Bright Memory, également connu sous le nom de Bright Memory: Episode 1, est un jeu vidéo de tir à la première personne hack and slash développé par le développeur indépendant chinois FYQD Personal Studio. Créé par un seul développeur pendant son temps libre, le jeu a été initialement publié via le programme d'accès anticipé de Steam sur Microsoft Windows le 12 janvier 2019, laissant finalement l'accès anticipé le 25 mars 2020,. De plus, le jeu est sorti sur les plates-formes mobiles entre 2019 et 2020, ainsi que pour la Xbox Series X/S en tant que l'un de ses titres de lancement le 10 novembre 2020.
Au lieu de créer un épisode 2, le jeu est actuellement en cours de refonte et d'extension à la fois dans le gameplay et dans l'histoire dans un titre complet appelé Bright Memory: Infinite, dont la sortie est prévue sur Windows et Xbox Series X/S en 2021,. Les joueurs ayant acheté la version PC de Bright Memory pourront obtenir gratuitement Bright Memory: Infinite.

## Système de jeu
Bright Memory est un jeu vidéo de tir à la première personne avec des éléments de mêlée. Les joueurs prennent le contrôle de Shelia, qui, en plus d'utiliser des armes à feu et une épée, possède également des capacités surnaturelles telles que la psychokinésie et déclencher des explosions d'énergie.

## Synopsis
La protagoniste Shelia est chargée par l'Organisation de recherche scientifique (SRO) pour laquelle elle travaille pour empêcher SAI, une organisation militaire, d'acquérir un pouvoir ancien légendaire qui peut réveiller les morts. Le jeu se déroule dans un "Land of Sky" situé au-dessus de l'Arctique constitué de masses terrestres en lévitation qui abritent des créatures anciennes,.

## Développement
Bright Memory a été développé par Zeng «FYQD» Xiancheng en utilisant le moteur de jeu Unreal Engine 4, le travail de développement se déroulant pendant le temps libre du développeur,. Zeng a d'abord révélé le jeu dans une bande-annonce en 2017 et a reçu un soutien financier par le biais des subventions de développement Unreal d'Epic Games.
Une version à accès anticipé de "l’Épisode 1" est sortie dans le monde entier le 12 janvier 2019. Le jeu prend en charge la réalité virtuelle Oculus Rift.
En janvier 2019, Zeng a admis dans un message sur Sina Weibo qu'il avait utilisé certains modèles d'ennemis sans acquérir de licence et les avait modifiés pour les utiliser dans le jeu, mais sans préciser de quels modèles ou de quels jeux ils provenaient, il a également annoncé qu'il utiliserait l'argent de la vente du jeu pour embaucher un concepteur d'art et contacter les titulaires des droits d'origine.

## Accueil
L'épisode 1 de Bright Memory a reçu un accueil mitigé à cause de bugs occasionnels et des problèmes de traductions,. Néanmoins, Rock, Paper, Shotgun a estimé que le jeu avait à la fois l'apparence et la sensation d'un jeu de tir développé avec un budget important. La musique et la traduction ont été critiquées, tout comme la courte durée puisque le jeu ne propose aucun mode sans fin.